# Parafia św. Anny w Sławnie
Parafia św. Anny w Sławnie – parafia rzymskokatolicka mająca swą siedzibie we wsi Sławno koło Radomia (gmina Wolanów). Należy do dekanatu Radom-Zachód.

## Historia
Początkowo cały obszar obecnej parafii – cztery wsie – należał do parafii św. Stanisława w Cerekwi. Podwaliny pod jej organizację położyła miejscowa salka katechetyczna. Staraniem ówczesnego proboszcza cerekiewskiej parafii, ks. Józefa Kurasia, w 1983 postawiono budynek dla tego celu. Placówkę tę prowadził ks. Bogdan Rosiewicz. 1 lipca 1990 roku erygowano nową parafię. Aktu tego dokonał ks. bp Edward Materski. Pierwszym proboszczem został ks. Adam Wysocki. Budynek sali katechetycznej przekształcono w plebanię i wzniesiono kościół parafialny. Dzięki wsparciu finansowemu parafian nadal prowadzone są w kościele remonty. W 2000 na stanowisko proboszcza powołano ks. Mieczysława Drypę.

## Grupy parafialne
- Ministranci
- Żywy Różaniec

## Proboszczowie
- 1990–1990 – ks. Adam Wysocki
- 1990–1992 – ks. Stefan Włodarczyk
- 1992–1995 – ks. Bogusław Mleczkowski
- 1995–2000 – ks. Andrzej Kaim
- 2000–2023 – ks. kan. Mieczysław Drypa

## Zasięg parafii
Do parafii należą wierni z miejscowości: Kacprowice, Sławno, Ślepowron (część), Wacławów, Wola Wacławowska. 